# Довганик Мар'ян Ярославович
Мар'ян Ярославович Довганик (нар. 19 вересня 1991, м. Тернопіль, Україна) — український вікіпедист, журналіст.

## Життєпис
Мар'ян Довганик народився 19 вересня 1991 року в місті Тернопіль. Батько Ярослав — завідувач інфекційно-діагностичним відділенням Тернопільської міської дитячої комунальної лікарні.
Закінчив школу № 3, навчався у Львівському національному університеті імені Івана Франка на японській філології. 2017 року став семінаристом Київської Трьохсвятительської духовної семінарії.
У 2015—2016 роках був одним із двох довготермінових міжнародних волонтерів від України на Світовому дні молоді. Представляв Україну на цьому фестивалі.[джерело?]
Від жовтня 2016 працює журналістом в Українському католицькому університеті.[джерело?]

## У Вікіпедії
У Вікіпедії з лютого 2007 року під псевдонімом Tomahiv, згодом змінив його на MaryankoD. У вікі-життя прийшов ще школярем завдяки старшому брату Петрові.
Перше редагування — у статті Українська мова, перша стаття — Сполучник. З червня 2007 року — адміністратор. Один із п'ятьох бюрократів Української Вікіпедії.
Створив вікіпроєкт «Тернопільщина», загалом, багато працював над створенням і наповненням статей про Тернопільську область. Саму статтю Тернопільська область вивів у вибрані. Це єдина область, про яку є вибрана стаття. Також про суміжну тему — Наддністрянський говір — написав добру статтю.[джерело?]
Станом на 22 серпня 2018 року створив 35124 статті, загальна кількість редагувань — більше 170 000, в Українській Вікіпедії — більше 138 000.
Кредо Мар'яна Довганика — слова митрополита Андрея Шептицького: «Не потоком шумних і галасливих фраз, а тихою невтомною працею любіть Україну».